# La Luz (New Mexico)
La Luz ist eine Gemeinde und ein Census-designated place (CDP) im Otero County im US-Bundesstaat New Mexico.

## Geographie
La Luz grenzt unmittelbar im Norden an Alamogordo. Etwa 100 Kilometer entfernt in südwestlicher Richtung befindet sich Las Cruces. Durch den Ort verlaufen die Verbindungsstraßen U.S. Highway 54 und U.S. Highway 70, die in diesem Abschnitt identisch sind. Im Osten befinden sich die Sacramento Mountains.

## Geschichte
Die ersten Siedler in der Region waren franziskanische Missionare aus Spanien. Diese errichteten um 1719 eine Kapelle und nannten sie Our Lady of the Light (span: Nuestra Senora de la Luz). Aus dem spanischen La Luz (Das Licht) wurde auch der Name der Stadt abgeleitet. Weitere Siedler folgten in die fruchtbare Gegend und gründeten landwirtschaftliche Betriebe zum Obst- und Weinanbau. Außerdem wurden Töpfereien und Webereien gegründet. Auch Künstler, insbesondere Maler ließen sich in dem Ort nieder. 1898 erreichte eine Eisenbahnlinie der El Paso and Northeastern Railroad die Stadt Alamogordo und wurde in den folgenden Jahren als Alamogordo and Sacramento Mountain Railway weiter in die Berge bis zum 2640 Meter hoch gelegenen Ort Cloudcroft verlängert, wobei auch La Luz eine Station erhielt. Wegen der für damalige Verhältnisse außergewöhnlichen Höhenlage für eine Eisenbahnstation (bis in die Wolken) wurde die Linie auch als Cloud Climbing Railroad bezeichnet. Viele historisch wertvolle Gebäude wurden in der Folgezeit errichtet und sind heute in das National Register of Historic Places aufgenommen. Dazu zählen das D. H. Sutherland House, das Queen Anne House, das Juan Garcia House, die La Luz Pottery Factory und der historische Stadtkern (La Luz Historic District).

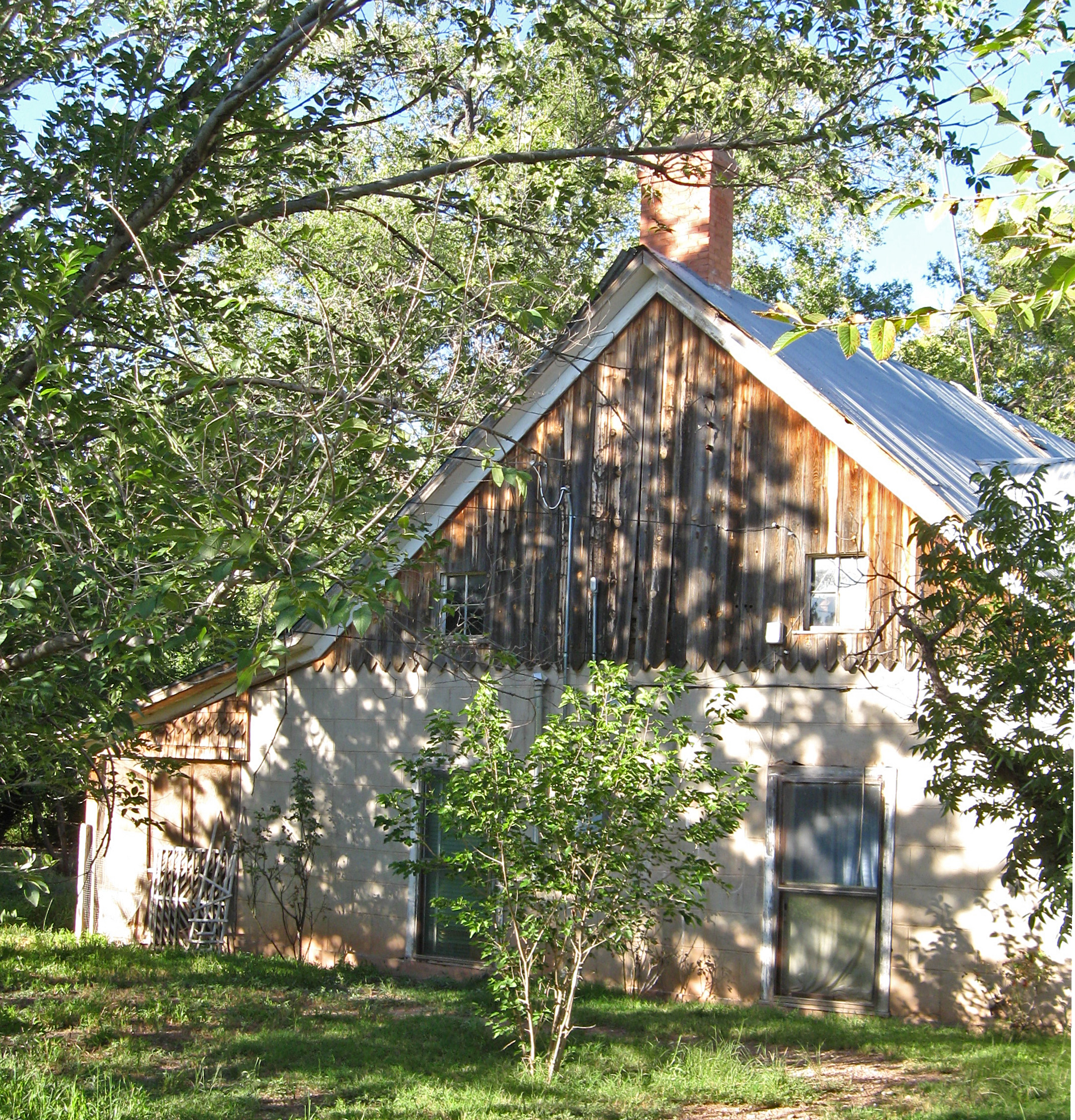
D. H. Sutherland House
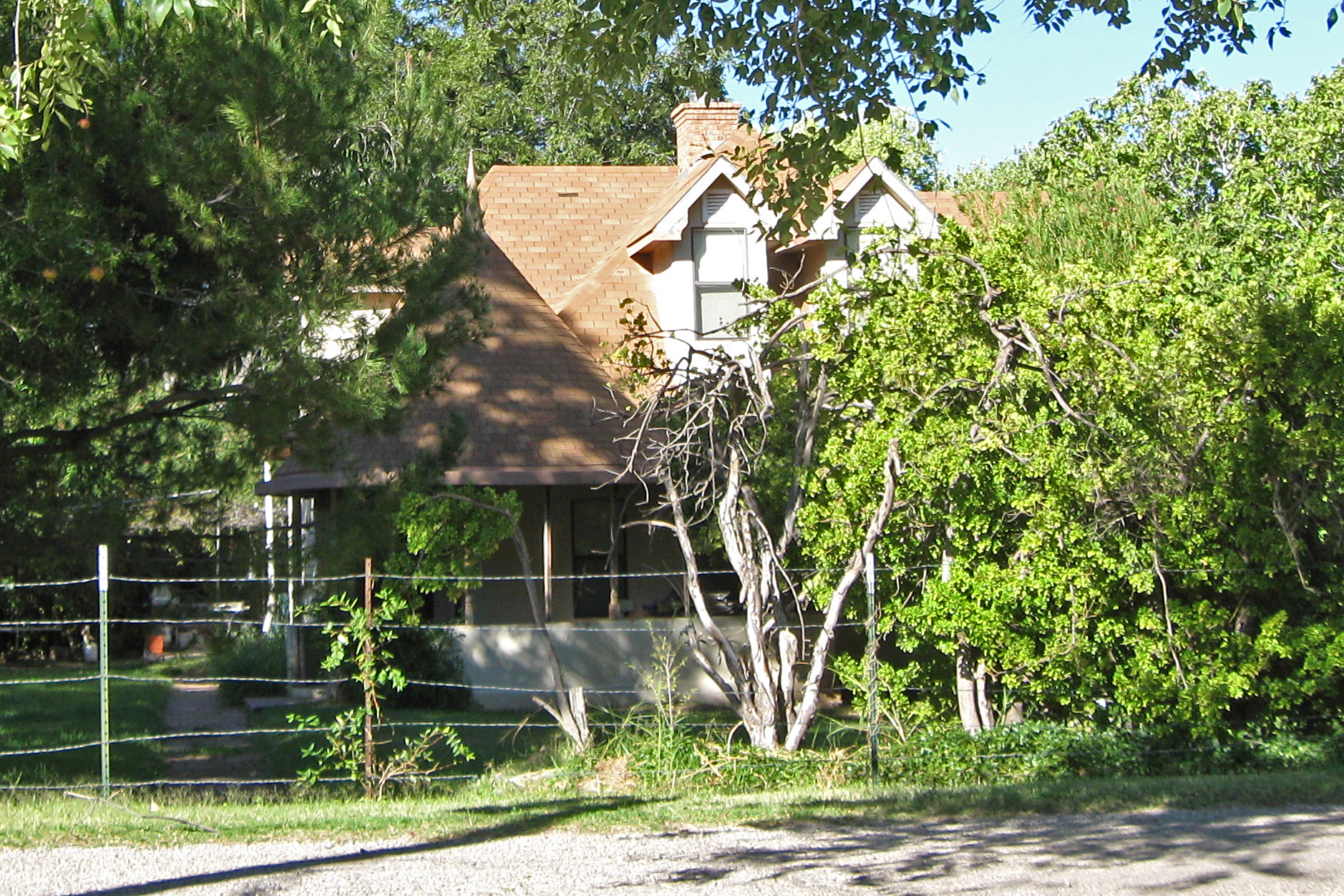
Queen Anne House
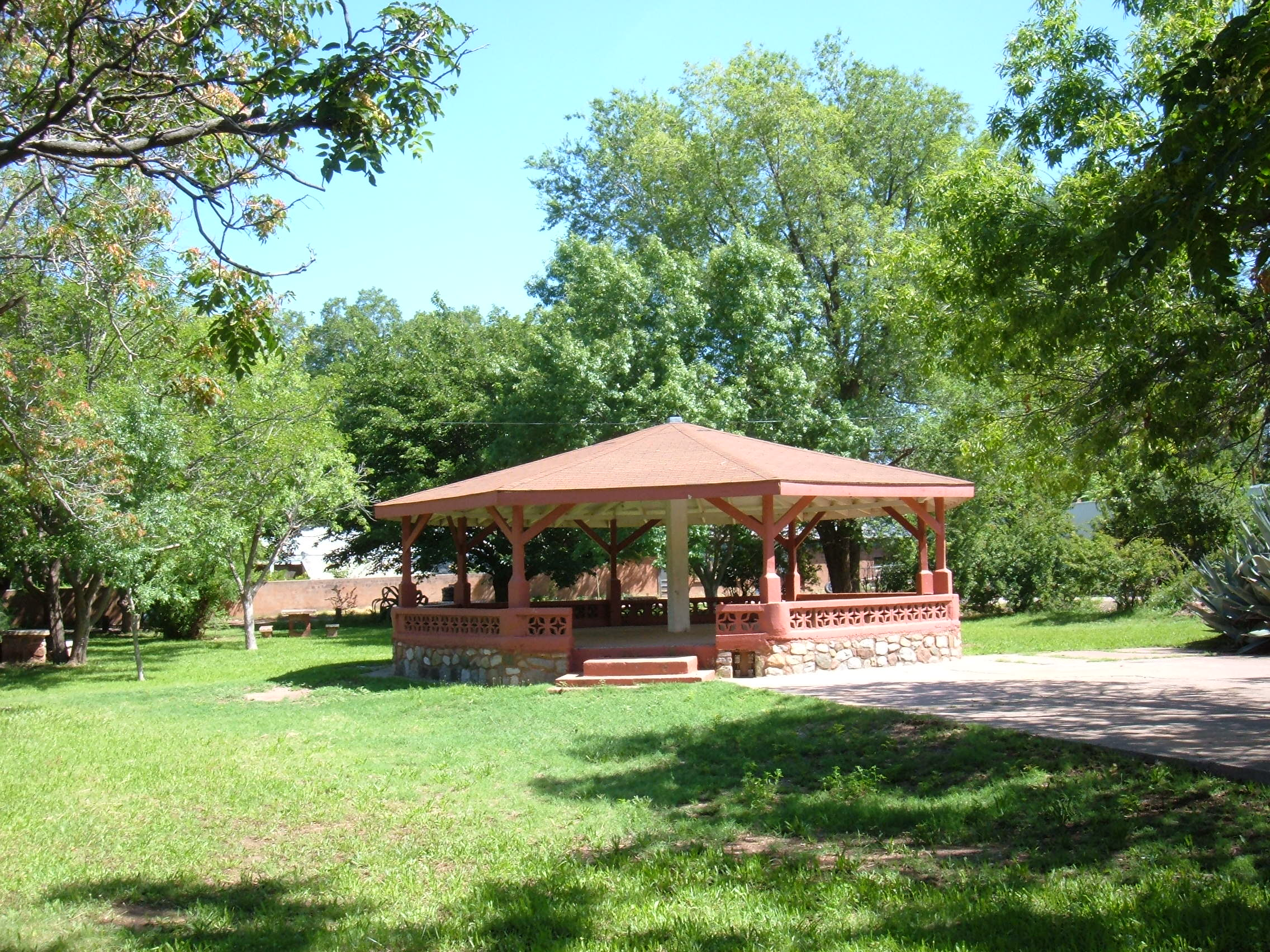
La Luz Historic District
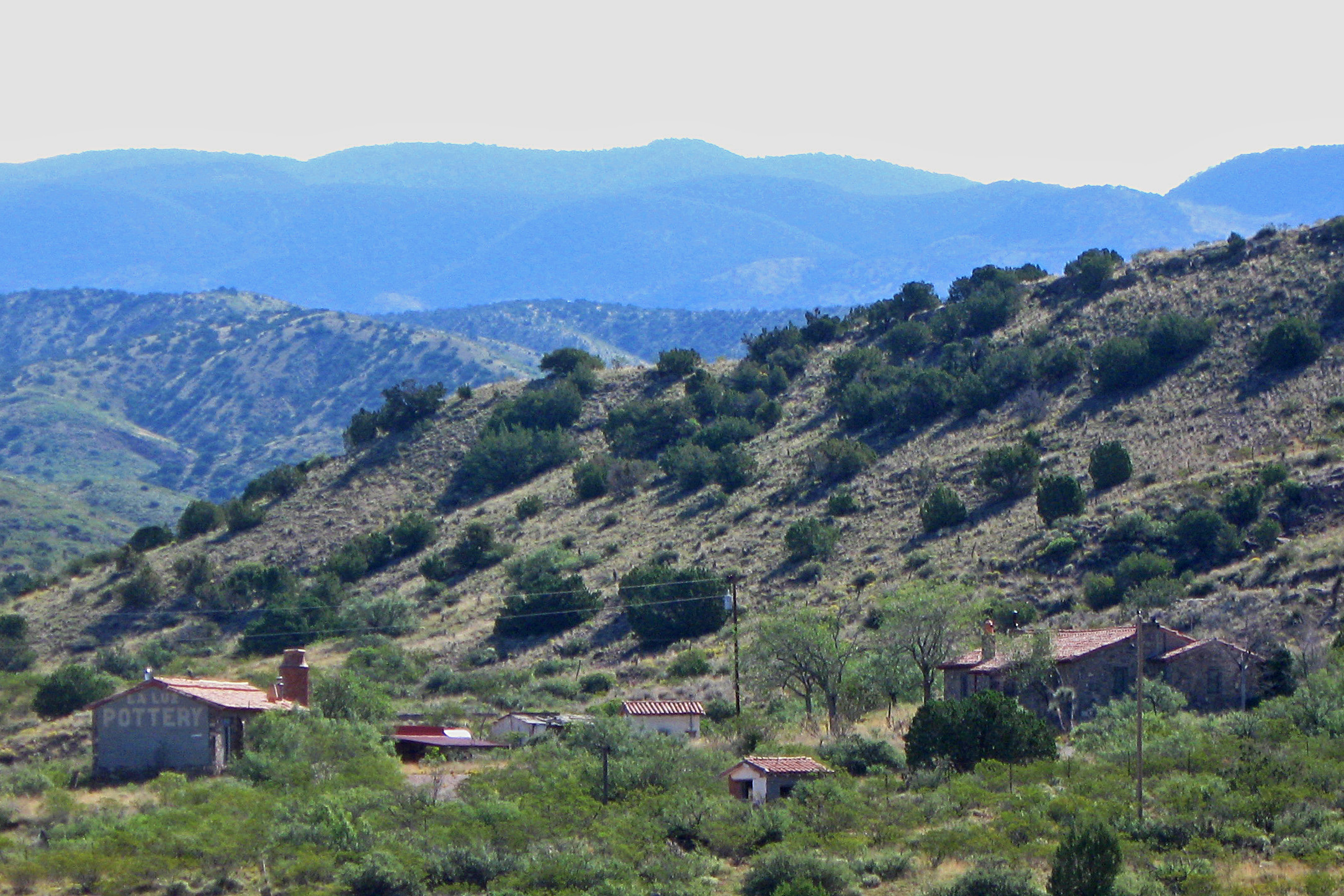
La Luz Pottery Factory

Hauptarbeitgeber in La Luz sind heute nach wie vor Obst- und Weinbaubetriebe sowie die rund 20 Kilometer südlich gelegene Holloman Air Force Base. Außerdem werden Touren zu dem in der Nähe gelegenen White Sands National Monument angeboten.

## Demografie
Im Jahr 2010 wurde eine Einwohnerzahl von 1697 Personen ermittelt, was eine Zunahme um 5,1 % gegenüber dem Jahr 2000 bedeutet. Das Durchschnittsalter der Bewohner lag im Jahr 2010 mit 43,5 Jahren leicht unter dem Durchschnittswert von New Mexico, der 45,5 Jahre betrug.
34,2 % der heutigen Einwohner sind hispanischen Ursprungs. Weitere maßgebliche Einwanderungsgruppen während der Anfänge der Stadt kamen zu 11,5 % aus Deutschland und zu 7,4 % aus Irland.